# Coupeur de route
Les coupeurs de route, aussi appelés zaraguinas, sont des bandes armées agressant les automobilistes sur les routes. Leurs activités vont du simple vol au meurtre, en passant par les viols et la prise d'otage. Ils agissent principalement dans les pays d'Afrique subsaharienne. Les bandes de coupeurs de route sont souvent constituées de combattants démobilisés d'anciennes rébellions, se livrant à cette activité afin d'assurer leur quotidien.

## En Afrique centrale
En Afrique centrale, de nombreux coupeurs de route seraient d'anciens rebelles centrafricains qui ont aidé le président François Bozizé à prendre le pouvoir.
Ces coupeurs de route agissent généralement dans les zones frontalières de la République Centrafricaine, bénéficiant ainsi des avantages liés aux frontières mal contrôlées par les États, et notamment de l'impossibilité d'être poursuivi une fois la frontière franchie. Leur zone de prédilection est donc située au point de jonction des frontières du Tchad, du Cameroun et de la République centrafricaine.
D'autres bandes de coupeurs de routes seraient constituées de combattants rebelles venant du Tchad et du Darfour en quête d'un viatique. Les gouvernements tchadiens et soudanais s'accusent mutuellement de soutien à ces bandes armées.
En Centrafrique, les éleveurs Peuls sont la cible prioritaire des coupeurs de routes, appelés zaraguinas, car ils sont considérés comme les plus riches à cause de leurs troupeaux bovins. Les Peuls se sont alors organisés et ont créé des troupes armées pour lutter contre ces derniers. Ces troupes, non soutenues par l'État, sont constituées d'archers qui interviennent en brousse et assurent l'auto-défense des éleveurs.

## En France
Lors des émeutes en Nouvelle-Calédonie de 2024 des exactions se sont déroulées durant plusieurs mois le long de la RP1 à hauteur de la localité de Saint-Louis dans la commune du Mont-Dore. Isolant 15 000 habitants du Sud de la Nouvelle-Calédonie, de nombreux actes de piraterie, semblables à ceux de coupeurs de route, y ont été menés par des habitants de la localité et des environs (carjacking, agressions, incendies, pillages, assassinats),,.